# Ancienne prison de Cayenne
L' ancienne prison de Cayenne est une prison qui se situe en plein centre-ville sur la commune de Cayenne, chef-lieu de la Guyane.

## Localisation
L'ancienne prison est située rue Arago, à Cayenne, en Guyane, en France.

## Historique
Le bâtiment est construit en 1821 par le conseil du gouvernement. En 1993, la prison est transférée au Centre pénitentiaire de Remire-Montjoly.